# ایزا کالزادو
ایزا کالزادو (به انگلیسی: Iza Calzado)با نام کامل ماریا ایزا کالزادو آشر (به انگلیسی: Maria Izadora Calzado Ussher) (زاده ۱۲ اوت ۱۹۸۲) بازیگر، مجری، مدل فیلیپینی است.
از فیلم‌های معروف او می‌توان به بازی در فیلم مرگ زیبا اشاره کرد.